# Boreolepis
Genre
Boreolepis est un genre fossile de poissons à nageoires rayonnées de la famille également fossile des Boreolepidae qui ont vécu lors du Wuchiapingien du Lopingien du Permien supérieur.

## Liste des espèces
Selon GBIF (6 novembre 2023) :
- † Boreolepis jenseni Aldinger, 1937 − espèce type
- † Boreolepis tataricus Esin, 1996

## Répartition
Des restes fossiles de Boreolepis ont été mis au jour au Groenland et en Russie.

## Classification
Le nom valide complet (avec auteur) de ce taxon est Boreolepis Nielsen (d), 1935.
Selon Paleobiology Database (6 novembre 2023), l'auteur de ce taxon est Hermann Aldinger (d) en 1937 (ou en 1935), ce qui est considéré comme invalide notamment par GBIF, IRMNG, The Taxonomicon.
Boreolepis a pour synonyme :
- Boreolepis Aldinger, 1935

## Publication originale
- [1935] (en) Eigil Nielsen, « The Permian and Eotriassic vertebrate bearing beds at Godthaab gulf (east Greenland) », Meddelelser om Grønland, vol. 98,‎ 1935, p. 3-111